# NGC 6267
NGC 6267 (również PGC 59340 lub UGC 10628) – galaktyka spiralna z poprzeczką (SBc), znajdująca się w gwiazdozbiorze Herkulesa. Odkrył ją William Herschel 15 maja 1784 roku.